# 劉榛
劉榛（？—？），清朝官員，本籍四川。監生出身。

## 生平
劉榛於1848年（道光28年）接替馬慶釗，任臺灣府淡水廳艋舺縣丞一職，是大臺北地區的地方父母官。